# Fiodor Pietrow (bolszewik)
Fiodor Nikołajewicz Pietrow (ros. Фёдор Николаевич Петров, ur. 10 lipca?/22 lipca 1876 w Moskwie, zm. 28 maja 1973 tamże) – rosyjski rewolucjonista, radziecki działacz państwowy i partyjny, dwukrotny Bohater Pracy Socjalistycznej (1961 i 1971).

## Życiorys
Studiował na Wydziale Medycznym Uniwersytetu Kijowskiego, w 1894 związał się z ruchem rewolucyjnym. Brał udział w działalności kijowskiego Związku Walki o Wyzwolenie Klasy Robotniczej, spotykał się z Leninem. Działał w SDPRR od momentu jej powstania, a w 1902 ukończył studia na Uniwersytecie Kijowskim, pracował jako ordynator w Kijowie, w 1905 brał udział w rewolucji – w powstaniu saperów kijowskiego garnizonu, podczas którego został ranny. Później udał się do Warszawy, gdzie w 1906 został aresztowany i skazany przez sąd wojskowy na katorgę, w latach 1907–1914 był więziony w Twierdzy Szlisselburskiej. W 1915 został zesłany do guberni irkuckiej, gdzie pracował jako lekarz, po rewolucji lutowej został bolszewickim deputowanym do Miejskiej Dumy Irkucka. W listopadzie 1917 uczestniczył w ustanowieniu władzy bolszewickiej w Irkucku, a w grudniu 1917 w stłumieniu powstania junkrów w Irkucku, po obaleniu władzy bolszewików na Syberii latem 1918 podjął działalność partyzancką. W sierpniu 1920 został członkiem Dalbiura (Dalekowschodniego Biura) KC RKP(b), od października do grudnia 1920 był członkiem Zabajkalskiego Obwodowego Biura KC RKP(b), od listopada 1920 ministrem ochrony zdrowia Republiki Dalekowschodniej i jednocześnie szefem Głównego Zarządu Wojskowo-Sanitarnego Armii Ludowo-Rewolucyjnej Republiki Dalekowschodniej, a od kwietnia 1920 zastępcą przewodniczącego Rady Ministrów tej republiki. W latach 1922–1928 pracował w Ludowym Komisariacie Oświaty RFSRR/ZSRR, następnie w latach 1927–1941 był zastępcą redaktora naczelnego pierwszego wydania "Wielkiej Encyklopedii Radzieckiej", w latach 1941–1949 dyrektorem Państwowego Instytutu "Radziecka Encyklopedia", a w latach 1959–1973 członkiem Rady Naukowo-Redakcyjnej Wydawnictwa "Radziecka Encyklopedia", poza tym był członkiem kolegium redakcyjnego "Historii KPZR". Został pochowany na Cmentarzu Nowodziewiczym.

## Odznaczenia
- Medal Sierp i Młot Bohatera Pracy Socjalistycznej (dwukrotnie – 21 lipca 1961 i 21 lipca 1971)
- Order Lenina (czterokrotnie – 22 lipca 1946, 23 marca 1956, 21 lipca 1961 i 21 lipca 1966)
- Order Czerwonego Sztandaru Pracy (25 września 1944)

I inne medale.